# Cornelia Druțu
Cornelia Druțu est une mathématicienne roumaine connue pour ses travaux sur la théorie géométrique des groupes. Elle est professeur de mathématiques à l'université d'Oxford.

## Biographie
Druțu est née à Iaşi, Roumanie. Elle a fait ses études au lycée Emil Racoviță (aujourd'hui le Collège national Emil Racoviță) à Iasi. Elle a obtenu un B.S. en mathématiques de l'Université de Iași, où à part les cours de base, elle a reçu des cours privés en géométrie et topologie du professeur Liliana Răileanu[réf. nécessaire].
Druțu a obtenu son doctorat en Mathématiques à l'Université Paris-Sud, avec une thèse intitulée Réseaux non uniformes des groupes de Lie semi-simple de rang supérieur et invariants de quasiisométrie, écrit sous la direction de Pierre Pansu. Elle intègre ensuite l'Université Lille-I comme Maître de conférences (MCF). En 2004, elle obtient son habilitation de l'Université de Lille 1.
En 2009, elle est devenue professeur de mathématiques au Mathematical Institute de l'Université d'Oxford (en).
Elle a été invitée à l'Institut Max-Planck de mathématiques à Bonn, à l'Institut des Hautes Études Scientifiques à Bures-sur-Yvette, à l'Institut de Recherche en Sciences Mathématiques (Mathematical Sciences Research Institute) à Berkeley. Elle a visité le Isaac Newton Institute à Cambridge en tant que titulaire d'une bourse Simons.

## Prix et distinctions
Elle est lauréate en 2009 du prix Whitehead décerné par la London Mathematical Society.
En 2017, elle reçoit une Simons Visiting Fellowship qui lui permet de travailler à l'Institut Isaac Newton de Cambridge.

## Publications

### Contributions
- L’invariance par quasi-isométrie (en) de l'hyperbolicité relative ; une caractérisation des groupes relativement hyperboliques (en) à l'aide de triangles géodésiques, similaire à celle des groupes hyperboliques.
- Une classification des groupes relativement hyperboliques à quasi-isométrie près ; le fait qu'un groupe avec un plongement quasi-isométrique dans un espace métrique relativement hyperbolique, avec image à distance infinie de tout ensemble périphérique, doit être relativement hyperbolique.
- La non-distorsion des horosphère (en)s dans les espaces symétriques de type non compact et dans les immeubles euclidiens, avec des constantes dépendant uniquement du groupe de Weyl.
- Le remplissage quadratique pour certains groupes résolubles linéaires (avec des constantes uniformes pour les grandes classes de tels groupes).
- Une construction d'un groupe de rang 2 admettant une présentation récursivement énumérable dont l'ensemble des cônes asymptotiques à homéomorphismes près a la puissance du continu. Sous l'hypothèse du continu, l'ensemble des cônes asymptotiques d'un groupe de type fini (à homéomorphismes près) a au plus le cardinal du continu. Cet énoncé est donc optimal.
- Une caractérisation de la propriété de Kazhdan (T) et de la propriété de Haagerup (en) par des actions isométriques affines sur des espaces médians.
- Une étude des généralisations de la propriété de Kazhdan (T) pour les espaces de Banach uniformément convexes.
- Une preuve que les groupes aléatoires (en) satisfont les versions renforcées de la propriété de Kazhdan (T) pour une densité suffisamment élevée ; une preuve que pour les groupes aléatoires la dimension conforme (en) du bord est reliée à la valeur maximale de p pour laquelle les groupes ont des propriétés de point fixe pour les actions affines isométriques sur des espaces {\displaystyle L^{p}}.

### Publications (dans l’ordre correspondent aux résultats décrits ci-dessus)
- Cornelia Druţu, « Relatively hyperbolic groups: geometry and quasi-isometric invariance », Commentarii Mathematici Helvetici, vol. 84,‎ 2009, p. 503–546 (DOI 10.4171/CMH/171, MR 2507252, arXiv math/0605211, S2CID 7643177).
- Jason Behrstock, Cornelia Druţu et Lee Mosher, « Thick metric spaces, relative hyperbolicity, and quasi-isometric rigidity », Mathematische Annalen, vol. 344, no 3,‎ 2009, p. 543–595 (DOI 10.1007/s00208-008-0317-1, MR 2501302, arXiv math/0512592, S2CID 640737)
- Cornelia Druţu, « Nondistorsion des horosphères dans des immeubles euclidiens et dans des espaces symétriques », Geometric and Functional Analysis, vol. 7, no 4,‎ 1997, p. 712–754 (DOI 10.1007/s000390050024, MR 1465600, S2CID 122966047)
- Cornelia Druţu, « Filling in solvable groups and in lattices in semisimple groups », Topology, vol. 43, no 5,‎ 2004, p. 983–1033 (DOI 10.1016/j.top.2003.11.004, MR 2079992, arXiv math/0110107, S2CID 15240355)
- Cornelia Druţu et Mark Sapir (With an appendix by Denis Osin and Mark Sapir), « Tree-graded spaces and asymptotic cones of groups », Topology, vol. 44, no 5,‎ 2005, p. 959–1058 (DOI 10.1016/j.top.2005.03.003, MR 2153979, arXiv math/0405030, S2CID 119658274)
- Indira Chatterji, Cornelia Druţu et Frédéric Haglund, « Kazhdan and Haagerup properties from the median viewpoint », Advances in Mathematics, vol. 225, no 2,‎ 2010, p. 882–921 (DOI 10.1016/j.aim.2010.03.012 , MR 2671183, CiteSeerx 10.1.1.313.1428)

- Cornelia Druțu et Piotr W. Nowak, « Kazhdan projections, random walks and ergodic theorems », Journal für die reine und angewandte Mathematik, vol. 2019, no 754,‎ 2017, p. 49–86 (DOI 10.1515/crelle-2017-0002, arXiv 1501.03473, S2CID 118775530)
- Cornelia Druțu et John Mackay, « Random groups, random graphs and eigenvalues of p-Laplacians », Advances in Mathematics, vol. 341,‎ 2019, p. 188–254 (DOI 10.1016/j.aim.2018.10.035 , MR 3872847)

### Livre publié
- Cornelia Druțu et Michael Kapovich, Geometric Group Theory, vol. 63, Providence, RI, American Mathematical Society, coll. « American Mathematical Society Colloquium Publications », 2018 (ISBN 978-1-4704-1104-6, MR 3753580, lire en ligne)